# 사과 사건
사과 사건(일본어: リンゴ事件 リンゴじけん[*])은 1933년 10월 22일 도쿄 6대학 야구 연맹의 리그전에서 큰 싸움이 발생한 사건이다. 도쿄 6대학 야구에서 소케이센에 유일하게 벤치를 고정하는 계기가 되었다. 1931년 게이오기주쿠 대학 대 메이지 대학 2차전에서 발생한 야소가와 보크 사건과 함께 도쿄 6대학 야구의 양대 스캔들로 불린다. 미즈하라 사과 사건이라고도 한다.

## 개요
1933년의 추계 리그전 와세다 대학 대 게이오기주쿠 대학의 3차전은 점수가 계속 뒤집히며 역전에 역전을 거듭하고 있었다. 8회가 끝난 시점에서 8대 7로 와세다가 1점을 리드하고 있었지만 심판의 판정을 둘러싸고 문제가 발생했다.
2회에 와세다의 투수였던 이사오 무네히로의 투구가 스트라이크로 선언된 것에 대해 게이오의 감독인 고시모토 히사시와 타자인 이가와 기요이치의 항의로 인해 사구로 판정이 뒤집혔다. 8회에는 게이오의 오카자키 조센의 2루 도루에 대한 판정을 둘러싸고 다시 한번 소란이 일었다. 누심은 최초에 세이브를 선언했으나 와세다의 유격수 다카스 기요세이의 항의로 아웃으로 판정을 뒤집었다. 이에 대해 게이오의 3루 베이스 코치였던 미즈하라 시게루가 누심에게 다가가 맹렬한 항의를 전개했다.
이러한 경과에서 양교의 응원단은 흥분한 상태에 있었다. 경기는 9회초로 진행되어 미즈하라가 3루 수비에 붙으면 앞선 항의 태도에 흥분한 3루 측의 와세다 응원석에서 미즈하라를 향해 쓰레기와 함께 사과의 심(일설에서는 배라고 한다)을 던졌다. 미즈하라는 이에 대해 방어 태세를 취하며 백토스로 3루 쪽에 던져 반환해 와세다 측이 더욱 격앙되었다. 경기는 9회말 게이오가 2점을 만회하며 9대 8의 역전 끝내기 승리를 거두었으나 경기의 종료와 동시에 와세다 대학 응원부는 게이오 벤치 응원석에 눈사태처럼 붐벼 게이오 대학 응원단의 지휘 막대기를 빼앗아 그 행방을 묘연하게 하는(전후 만주에서 발견) 등 대난투가 벌어져 경관대가 출동하는 소동이 벌어졌다. 그 이후 양교는 '미즈하라의 근신'과 '와세다의 근신'을 서로 주장했으나 11월 19일 와세다 대학의 야구 부장이 사임하는 것으로 결론을 지었다.
이후에 미즈하라는 12월 3일 마작 도박에 연루되어 다음날인 4일에 야구부에서 제명되었다.
이 사건이 계기가 되어 소케이센에서는 팀 응원단도 와세다가 1루 측, 게이오가 3루 측에 고정되어 오늘날까지 이어지고 있다.

## 비고
- 엔타쓰·아차코의 '소케이센 만담'이 이 경기를 보러 갔을 때(무대 연습 전에 티켓을 받음)의 일을 소재로 하고 있는데 이 네타에 난투전이 없는 것은 무대 연습에 가서 난투전을 보고 싶지 않았기 때문이라고 했다.[1]

## 같이 보기
- 소케이센
- 미즈하라 시게루